# 趙明剣
趙 明剣（ちょう めいけん、拼音：Zhao Mingjian、1987年11月22日 - ）は、中華人民共和国・遼寧省大連市出身の元サッカー選手。現役時代のポジションはミッドフィールダー。